# Юкна, Зигмас Пранович
Зигмас Пранович Юкна (13 июля 1935 — 7 октября 1980, Вильнюс, Литовская ССР, СССР) — советский гребец, серебряный призёр Олимпийских игр 1960 года в классе распашных двоек с рулевым, бронзовый призёр Олимпиады 1968 года в классе восьмёрок.

Один из трёх гребцов СССР (Антанас Богданавичюс, Валерий Долинин), завоевавших две олимпийские медали в распашной гребле.

Заслуженный мастер спорта СССР (1961).

## Биография
Узкоплечий и немного сутулый Зигмас Юкна имел заурядные для гребца физические данные (рост 180 см, вес 82 кг), но превосходил партнеров по силе и длине проводки. Осенью 1959 года Юкна и Багдонавичус попали на сборы сильнейшей команды страны. На следующий год Багдонавичус и Юкна защищали честь страны на Олимпийских играх в Риме в классе распашных двоек с рулевым. Мало кто ожидал победы от спортсменов, пришедших в греблю три года назад, но советский экипаж шёл первым и лишь на последних 500 метрах пропустили вперед команду из ФРГ. Летом 1961 года Юкну и Багдонавичуса пригласили в восьмерку «Жальгириса».
Член КПСС. Был депутатом Вильнюсского горсовета.

## Награды
- Медаль «За трудовую доблесть» (16.09.1960) — за успешные выступления в XVII летних и VIII зимних Олимпийских играх 1960 года, а также за выдающиеся спортивные достижения[3]